# Fanny Valette
Fanny Valette (sinh ngày 04 tháng 7 năm 1986) là một nữ diễn viên điện ảnh người Pháp, cô sinh ở Arles, Bouches-du-Rhône, Pháp. Valette bắt đầu sự nghiệp của mình trong một bộ phim của L'instit. Năm 2005, cô được giới phê bình đánh giá cao về diễn xuất tại bộ phim Little Jerusalem. Tiếp đến vào năm 2006 cô được nhận Giải thưởng César được đề cử cho hạng mục nữ diễn viên triển vọng (Meilleur Jeune espoir féminin) và cũng giành giải Étoiles d'Or, dành cho diễn viên nữ chính trong năm 2006.

## Các phim đã đóng

### Điện ảnh
- Năm 1999: Le Fils du Français
- Năm 2005: La Petite Jérusalem
- Năm 2006: Changement d'adresse
- Năm 2007: Molière
- Năm 2009: Vùng cấm

### Truyền hình
- Năm 1995: Une famille pour deux
- Năm 1997: La Famille Sapajou
- Năm 1997: Les Filles du maître de chai
- Năm 1998: Les Rives du paradis
- Năm 1998: Un mois de réflexion
- Năm 1998: Tous les papas ne font pas pipi debout
- Năm 2002: Justice de femme
- Năm 2003: Marylin et ses enfants
- Năm 2006: L'Avare